# باقرقره شکم‌سفید
باقرقره شکم‌سفید یا کوکر شکم‌سفید یا کوکر طلایی (نام علمی: Pterocles alchata) پرنده‌ای از تیرهٔ باقرقرگان (کوکران) است که در جنوب اروپا، شمال آفریقا، غرب آسیا و آسیای میانه زندگی می‌کند.
باقرقره شکم‌سفید پرنده‌ای اجتماعی است و در گله‌های بزرگ زندگی می‌کند. زادآوری آن در دشت‌های باز بدون درخت است. بر روی زمین لانه می‌سازد و دو یا سه تخم به رنگ کِرِم می‌گذارد. هر دو پرندهٔ نر و ماده بر روی تخم می‌خوابند. نر و ماده به هم شبیهند ولی پرندهٔ ماده دم کوتاه‌تری دارد.
باقرقره شکم‌سفید در ایران در نقاط مختلف شرق، مرکز و سواحل خلیج فارس به سمت مرزهای غربی زندگی می‌کند. در گذشته بسیار پرشمار بود اما در دهه‌های اخیر تعداد آن به شدت کاهش یافته که احتمالاً دلیل اصلی آن شکار غیرقانونی و همچنین زوال زیست‌گاه‌های استپی و بیابانی است.

## مشخصات ظاهری
باقرقره شکم‌سفید حدود ۳۵ تا ۳۹ سانتی‌متر طول دارد. سطح پشتی بدن جنس نر به رنگ قهوه‌ای مایل به خاکستری و جنس ماده زردرنگ با راه‌راه عرضی سیاه و ارغوانی است. و سطح زیرین بدن آن سفیدرنگ است و در ناحیهٔ سینه چند نوار سیاه دارد. سر و گردن کوچکی شبیه به کبوتر دارد اما بدنش جمع‌وجور و تنومند است. بال‌های او هم بلند و نوک‌تیز است.

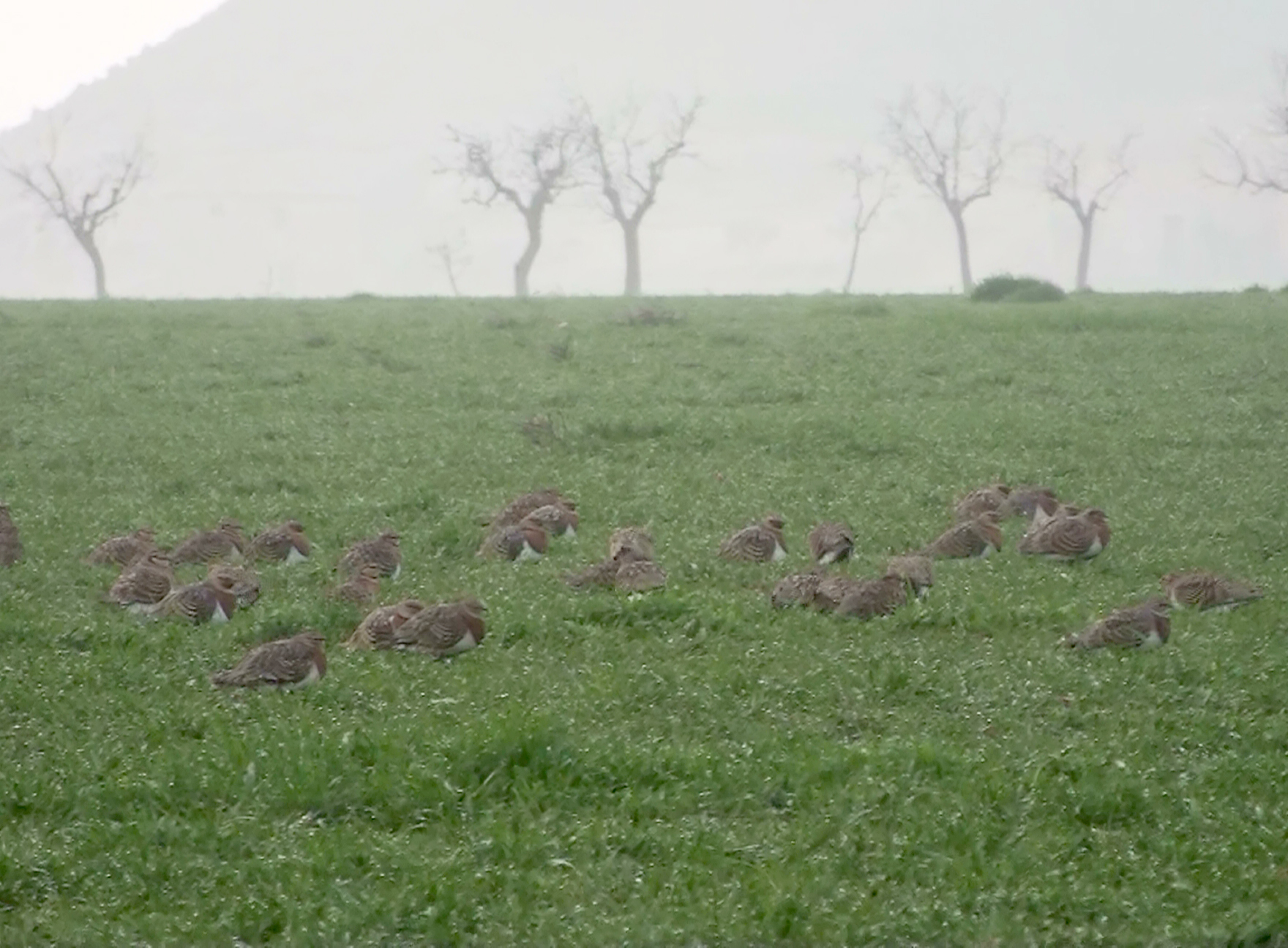
گله‌ای از باقرقره شکم‌سفید در اسپانیا

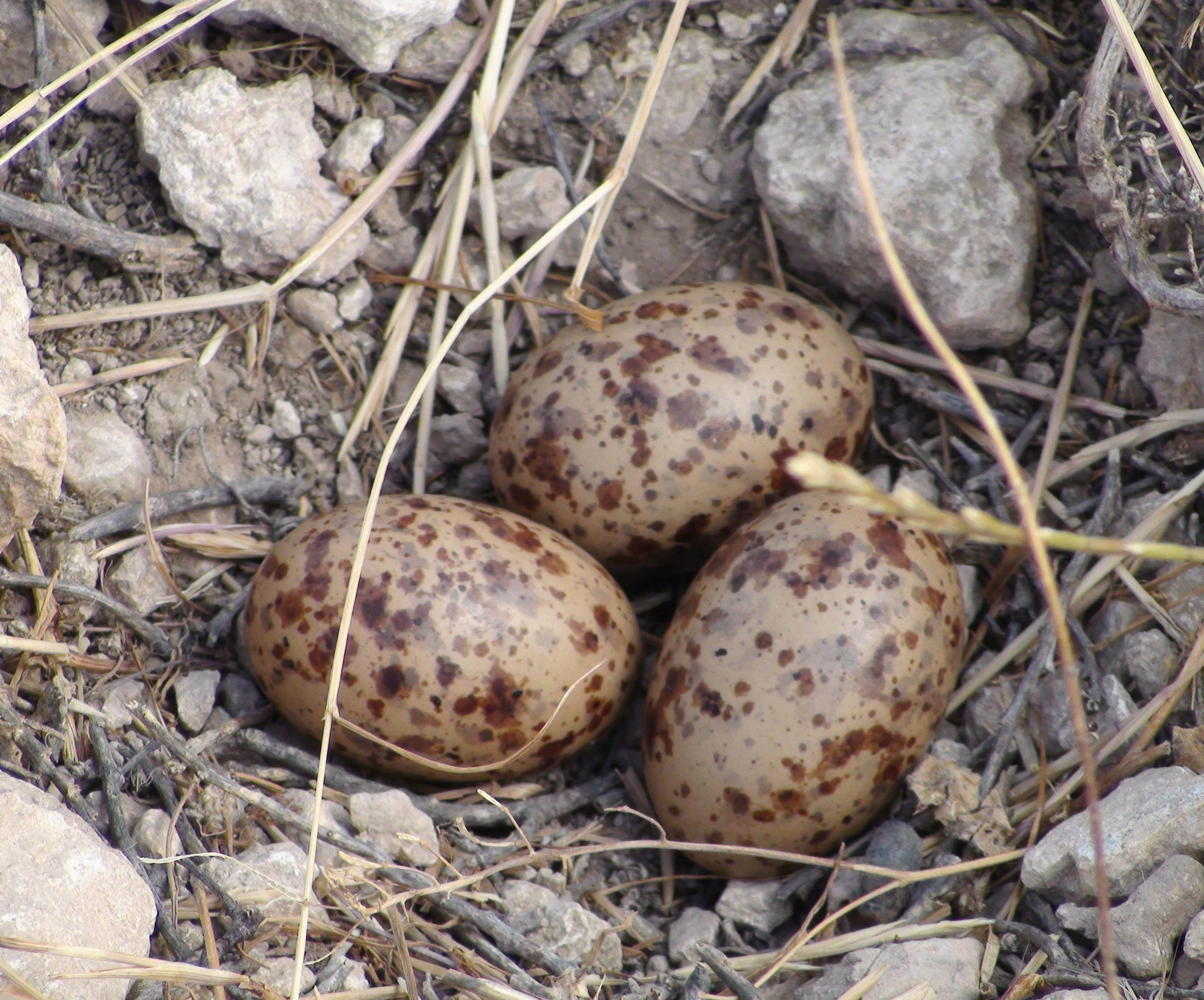
تخم باقرقره شکم‌سفید

باقرقره شکم‌سفید بر روی تمبر ایرانی، ۱۳۵۱